# La Fondation droit animal, éthique et sciences
 (novembre 2015).
La Fondation droit animal, éthique et sciences (LFDA) est un groupe d’études, de réflexions et d’expertises pluridisciplinaires qui vise à améliorer la condition animale par une transposition juridique des nouveaux acquis scientifiques et des évolutions éthiques, liés à la vie des animaux et à leurs relations avec l’homme. Elle rassemble une vingtaine de juristes (magistrats et professeurs de droit), de scientifiques (médecins, vétérinaire, neurobiologiste, éthologue, zoologiste et sociologue) et de philosophes, qui mettent leurs compétences et capacités scientifiques et universitaires au service d’une cause rationnelle en se gardant de tout sentimentalisme et de tout anthropomorphisme.

## Historique
La LFDA a été cofondée en 1977 par Alfred Kastler (membre de l’Académie des sciences et prix Nobel de physique), Rémy Chauvin (biologiste éthologue), Jean-Claude Nouët (médecin biologiste vice-doyen de la faculté de médecine de la Pitié-Salpêtrière - Université Paris VI Pierre et Marie Curie), Philippe Diolé (écrivain, journaliste, plongeur et auteur de séries de films télévisés de Jacques-Yves Cousteau), et Georges Brouwers (avocat). Reconnue d’utilité publique en 1985, lauréate de l’Institut de France en 1986, la LFDA est devenue Fondation reconnue d’utilité publique par décret du 21 juillet 1999. Ses derniers statuts ont été approuvés par arrêté du 18 janvier 2010.

## Fonctionnement
Fondation reconnue d’utilité publique, la LFDA est totalement indépendante de toute obédience politique ou religieuse, et de toute activité commerciale.
Elle ne bénéficie ni de subvention ni de mécénat, et fonctionne grâce aux dons, ainsi qu'aux legs de ses sympathisants.
Un Conseil d’administration, composé de dix membres, administre sa gestion et oriente ses actions. Un Comité scientifique de huit membres apporte son expertise technique. La directrice Sophie Hild est chargée de la mise en œuvre des plans d'action, du secrétariat, et de la gestion courante de la fondation.

## Membres

### Membres fondateurs
- Pr Alfred Kastler, membre de l’Académie des sciences et prix Nobel de physique ;
- Pr Rémy Chauvin, biologiste éthologue ;
- Pr Jean-Claude Nouët, médecin biologiste, vice-doyen de la faculté de médecine Pitié- Salpêtrière (Université Paris VI « Pierre et Marie Curie ») ;
- Philippe Diolé, écrivain, journaliste, plongeur et auteur de série de films télévisés du commandant Cousteau ;
- Georges Brouwers, avocat.

### Comité d'honneur
- Robert Badinter, juriste, président honoraire du Conseil constitutionnel, professeur émérite de l’université Paris I Panthéon-Sorbonne ;
- Gilles Boeuf, biologiste, ancien président du Muséum national d’Histoire naturelle ;
- Catherine Bréchignac, physicienne, secrétaire perpétuel honoraire de l’Académie des sciences, ancienne présidente du CNRS ;
- Guy Canivet, magistrat, premier président honoraire de la Cour de cassation ;
- Jean-Marie Coulon, magistrat, premier président honoraire à la cour d’appel de Paris ;
- Marion Guillou, agronome, présidente de l’Institut agronomique vétérinaire et forestier de France (IAVFF), ancienne présidente-directrice générale de l’Inra ;
- Claudie Haigneré, spationaute, ancienne ministre, membre de l’Agence spatiale européenne, ancienne présidente d’Universcience ;
- Jules Hoffman de l’Académie française, biologiste, prix Nobel de physiologie-médecine ;
- Philippe Lazar, statisticien, ancien directeur général de l’Inserm ;
- Jean-Louis Nadal, magistrat, procureur général honoraire près la Cour de cassation ;
- Erik Orsenna de l’Académie française, écrivain ;
- Gérard Orth, virologiste, membre de l’Académie des sciences, professeur honoraire à l’Institut Pasteur ;
- Danièle Sallenave de l’Académie française, écrivaine ;
- Jean-Marc Sauvé, haut fonctionnaire, vice-président honoraire du Conseil d’État ;
- Bernard Stirn, haut fonctionnaire, président honoraire de la Section du contentieux du Conseil d’État, membre de l’Académie des Sciences morales et politiques ;
- Philippe Vasseur, ancien ministre de l’Agriculture.

### Conseil d'administration
- Louis Schweitzer, président (2012-), haut fonctionnaire et homme d’affaires ;
- Laurence Parisot, vice-présidente (2020-), dirigeante d'entreprise, avocate, ancienne présidente du MEDEF ;
- Dr Muriel Falaise, trésorière, juriste en droit privé ;
- Laurent Neyret, secrétaire général, juriste en droit de l'environnement ;
- Pr Dalila Bovet, éthologue ;
- Dr Georges Chapouthier, neurobiologiste, directeur de recherche émérite au Centre national de la recherche scientifique, philosophe
- Dr vét. Alain Grépinet, enseignant à l’École nationale vétérinaire de Toulouse ;
- Philippe Lazar, statisticien, ancien directeur général de l’Inserm ;
- Dr vét. Luc Mounier, professeur à l’École vétérinaire de Lyon, responsable de la chaire Bien-être animal ;
- Dr Jessica Serra, éthologue, consultante scientifique.

#### Présidences successives
- Pr Rémy Chauvin (1977 à 1979)
- Pr Alfred Kastler, membre de l’Académie des sciences (1979 à 1984)
- Pr Etienne Wolff, de l’Académie française et membre de l’Académie des sciences, biologiste (1984  à 1986)
- Le Bâtonnier Albert Brunois, membre de l’Académie des sciences morales et politiques (1987 à 1991)
- Pr Jean-Claude Nouët, de 1991 à 2012
- Louis Schweitzer, depuis 2012

### Comité scientifique
- Chanel Desseigne, juriste de droit social, avocate ;
- Alice Di Concetto, juriste en droit de l’animal, Animal Law Europe ;
- Jean-Luc Guichet, maître de conférences en philosophie, expert bien-être animal à l’Agence nationale de sécurité sanitaire et membre du Comité d’éthique expérimentation animale ;
- Astrid Guillaume, sémioticienne, maître de conférences à l’université Paris-Sorbonne ;
- Léa Mourey, juriste en droit de l’environnement, avocate ;
- Gautier Riberolles, éthologue ;
- Cédric Sueur, éthologue, maître de conférences à l’université de Strasbourg.

## Principales réalisations

### Dans le domaine éthique
- 1977. Corédaction de la Déclaration universelle des droits de l'animal.
- 1978. Coorganisation de la cérémonie de proclamation de cette Déclaration, à la Maison de l'UNESCO à Paris.
- 1997. Coédition de l'ouvrage Les droits de l'animal aujourd'hui, recueil de textes de membres éminents de la LFDA, parmi lesquels Marguerite Yourcenar, Thierry Maulnier, Alfred Kastler, Théodore Monod[3].

### Dans le domaine juridique
- 1984. Premier règlement européen imposant l’étiquetage du mode d’élevage des poules sur les boîtes d’œufs.
- 1999. L’article 524 du code civil mentionne l’animal en le différenciant des objets[4].
- 2004. L’article 521-1 du code pénal étend le domaine des sévices envers les animaux passibles de prison[5].
- 2005. Un rapport sur le régime juridique de l’animal est remis au Garde des Sceaux à sa demande, et présente deux propositions de réforme du code civil pour un statut juridique spécifique des animaux reconnaissant leur nature d’être sensible[6].
- 2010. La nouvelle directive européenne sur la protection des animaux utilisés à des fins scientifiques[7] étend son champ d’application en ajoutant pour la première fois, aux animaux vertébrés, des animaux invertébrés : les mollusques céphalopodes, en raison de leur aptitude, scientifiquement démontrée, à éprouver de la douleur, de la souffrance, de l’angoisse et un dommage durable.
- 2011. Deux propositions de loi visant à faire reconnaître une définition scientifique de l'animal sensible et à modifier le régime juridique de l'animal "bien" dans le code civil[8], et de l'animal sauvage dans le code de l'environnement[9] sont enregistrées au Sénat.
- Depuis 2014. Remise d'un prix biennal récompensant des enseignants ou praticiens en droit pour leurs actions en faveur du droit des animaux.

### Dans le domaine de l’enseignement et de la recherche
- 1984. Organisation du colloque Droits de l’animal et pensée contemporaine (Institut de France).
- 1984. Communication Les droits des animaux. (Etienne Wolff, de l’Académie française[10]).
- 1985. Organisation du colloque "Violence et droits de l'animal" (Institut de France).
- 1985. Première attribution du  prix de biologie Alfred Kastler pour  la mise au point d’une culture de cellules cancéreuses remplaçant le modèle animal.
- 1986. Première communication à l’Académie de sciences morales et politiques : Le monde animal et nos rapports avec lui[11].
- 1986. Organisation du colloque "Droits de l'animal et pensée chrétienne" (Institut de France).
- 1989. Création et enseignement du premier Diplôme Universitaire de formation spéciale, éthique et juridique à l’expérimentation sur l’animal (Université Pierre et Marie Curie. Paris).
- 1990. Organisation du colloque Pensée et conscience chez l’animal (Institut de France).
- 1994. Participation aux séminaires du Diplôme d’Etudes Approfondies de sociologie Les droits de l’animal et ses présupposés philosophiques (Université Lyon II).
- 2000. Organisation du premier colloque français sur l’éthique et la sensibilité des  invertébrés (Faculté de médecine Pitié Salpêtrière. Paris).
- 2003-2005. Organisation des colloques Animalité, humanité : quelles frontières biologiques, juridiques et philosophiques ? (2003 Institut de France, 2004 Institut de France, 2005 Faculté de médecine Pitié Salpêtrière)[12].
- 2006. Direction d’un mémoire Aspects juridiques et bioéthiques de l’expérimentation sur les animaux vivants de master 2 de droit  de la bioéthique (Université de Nanterre).
- 2007. Organisation du premier cycle annuel de conférences Tribune pour l’animal destinées  aux élèves de l’Institut des sciences politiques (Sciences Po - Paris)
- 2008. Conférence inaugurale Le respect de l’animal dans ses racines historiques : de l’animal-objet à l’animal sensible (Séance solennelle de l’Académie vétérinaire de France. OIE)[13].
- 2009. Communication Antagonisme ou complémentarité entre les droits humains et les droits des animaux ? au premier Colloque international en droit animal (Université du Québec à Montréal)[14].
- 2010. Communication Animal rights and the need for a universal ethics au 4e colloque UNESCO de bioéthique (Université de Kumamoto, Japon).
- 2011. Communication Sensibilités scientifiques, éthiques et juridiques à la sensibilité des animaux en France au deuxième Colloque international en droit animal (Université du Québec à Montréal)[15].
- 2012. Colloque international organisé par la LFDA et le GRIDA (Université du Québec) : La souffrance animale: de la science au droit, 18-19 octobre 2012 (Organisation mondiale de la santé animale, Paris).
- 2015. Organisation du colloque international : Le bien-être animal : de la science au droit[16], 10-11 décembre 2015 (UNESCO, Paris).
- 2019. Organisation du colloque : Droits et personnalité juridique de l’animal[17], 22 octobre 2019 (Institut de France, Paris).
- 2020. Organisation du colloque : Le bien-être animal et l’avenir de l’élevage[18], 22 octobre 2020 (Grand Amphithéâtre de la Sorbonne, Paris).
- 2021. Organisation du colloque : Préserver et protéger les animaux sauvages en liberté[19], 16 novembre 2021 (Grand Amphithéâtre de la Sorbonne, Paris).
- 2023. Organisation du colloque : Connaître et respecter les animaux : un enjeu pour l’Éducation nationale[20], 5 décembre 2023 (UNESCO, Paris).

### Dans le domaine de l’information
- 2007. Publication de Le droit de l’animal, premier ouvrage français de synthèse et de référence[réf. nécessaire] sur la législation et la réglementation de protection des animaux domestiques et sauvages[21] ;
- 2007. Organisation à la Grande Halle du Parc de la Villette du premier colloque national sur la souffrance animale ouvert gratuitement au grand public[22].